# Bjørn Wiinblad

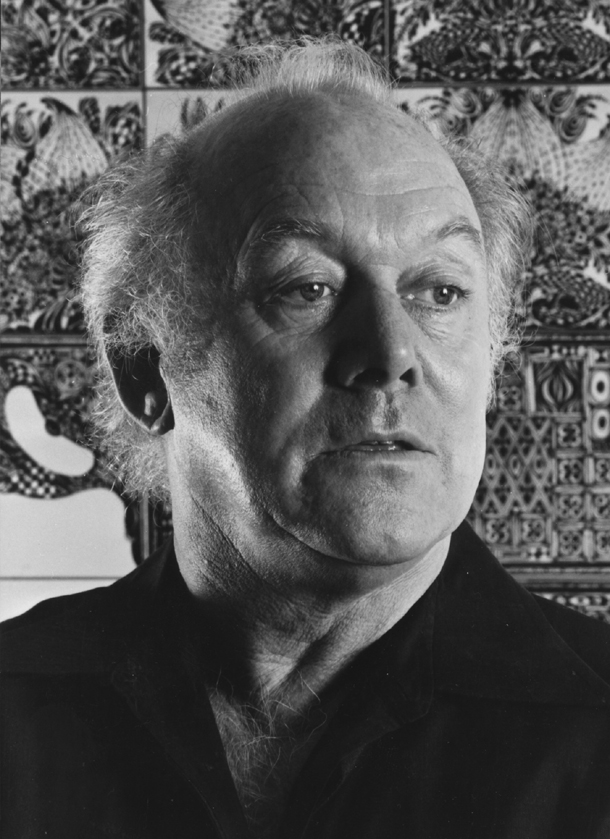
Bjørn Wiinblad

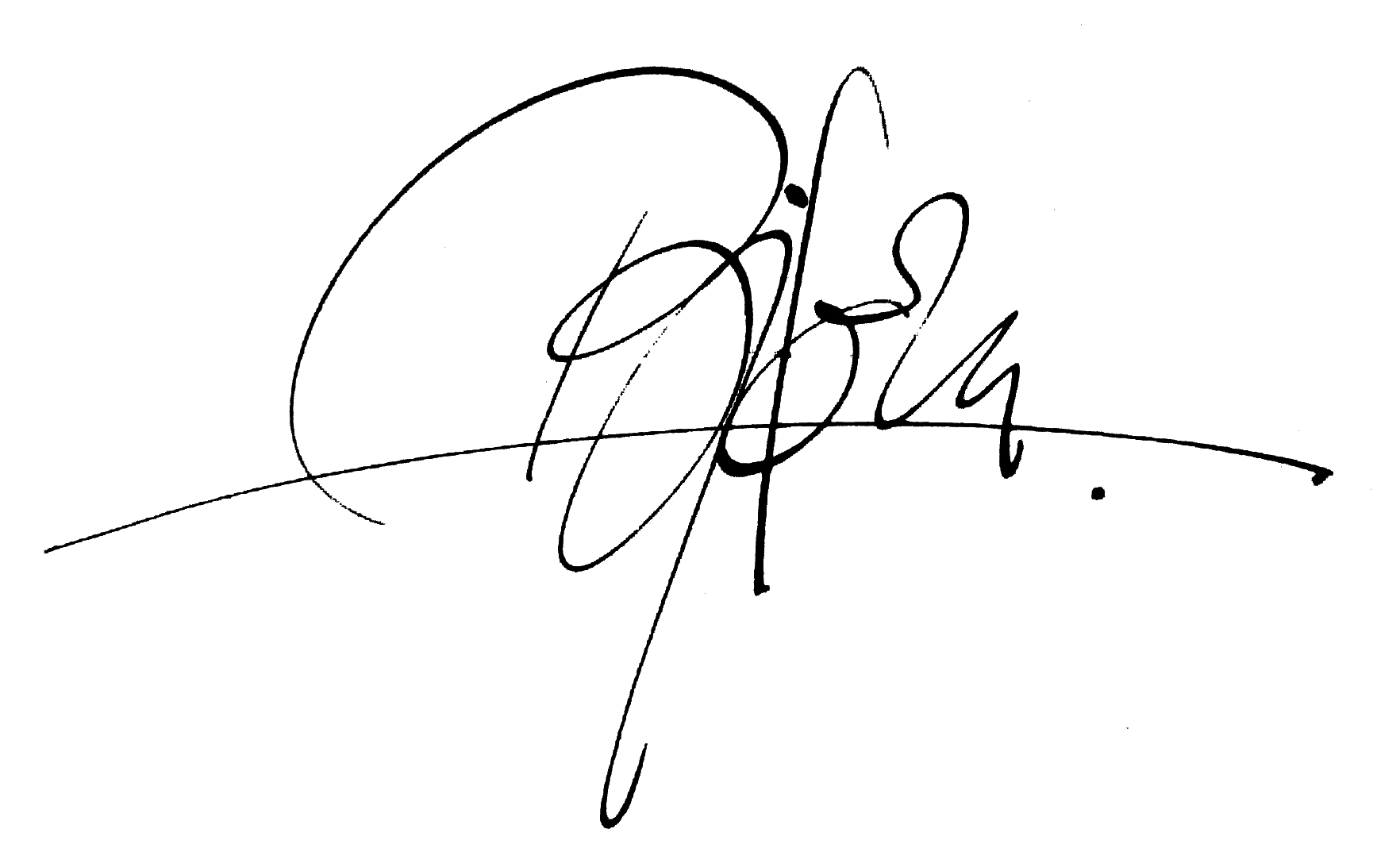
Unterschrift „Bjørn“

Bjørn Wiinblad (* 20. September 1918 in Kopenhagen, Dänemark; † 8. Juni 2006 in Lyngby) war ein dänischer Maler, Designer, Bühnenbildner und bildender Künstler.

## Jugend und Ausbildung
Bjørn Wiinblad wurde 1918 als Sohn eines Typographen, Journalisten und Politikers in Kopenhagen geboren. Schon als Jugendlicher illustrierte er eigene Gedichte, lernte Klavier bei Louis Glass und Querflöte spielen. Zuerst besuchte Wiinblad eine Zeichenschule, anschließend studierte er von 1940 bis 1943 Malerei und Illustration an der Königlich Dänischen Kunstakademie in Kopenhagen. Während dieser Zeit kam er über seinen Freund Richard zur Keramik und arbeitete bei Lars Syberg. Nach Abschluss des Studiums verdiente sich Wiinblad mit Gelegenheitsarbeiten Geld, um sich Material für seine Arbeit als freier Maler und Designer leisten zu können. Er absolvierte neben dem Studium noch eine Lehre als Typograph.

## Entwürfe und Arbeiten
1945 richtete Wiinblad seine erste eigene Ausstellung aus. Es folgen Aufträge für Plakate, Buchillustrationen für 1001 Nacht und eine Theaterdekoration für Lysistrata.
Von 1945 arbeitet Wiinblad als Designer, von 1946 bis 1956 als Chefdesigner bei der Associated Nymølle Fajancefabrik, zusätzlich war er ab 1947 Plakat-Designer an der amerikanischen Botschaft in Paris, 1950 folgten Arbeiten für Marshall-Plan in Paris. Seine Arbeiten wurden bald auch in Museen ausgestellt.
1952 eröffnete er seine eigene Werkstatt mit 13 Mitarbeitern in einem Dreiseitenhof in Kopenhagen, später betrieb er die Fabrik „Det blå hus“ (Blaues Haus) in Kopenhagen. Er war mit seinen Werken in Museen von Dänemark, Stockholm, Schweden, Deutschland und Italien vertreten, sogar im Museum of Modern Art, New York. An der Universität Boston erhielt er eine Professur für Design. Seine erste Ausstellung in New York war 1954 bei Georg Jensen. Es folgten weitere Ausstellungen in den Vereinigten Staaten. Bis zuletzt stellte er jährlich weltweit bis zu sechs große Einzelausstellungen zusammen.
1956 begann seine Arbeit für kunstindustrielle Firmen. Seit 1957 war Wiinblad über 49 Jahre Chefdesigner der Rosenthal AG. Als er seinen Freund Gianni Versace für Rosenthal holte, prägte dieser den Satz „Wiinblad ist der Versace des Nordens“.
Von 1947 bis 2006 war Bjørn Wiinblad international als Kostüm- und Bühnenbildner tätig. Ab 1957 entwarf er Bühnenbilder, Kostüme und Dekorationen für das Königliche Theater Kopenhagen. Seine Textilentwürfe wurden für Kostüme mehrerer Ballett- und Bühnenaufführungen verwendet. Der Nussknacker – Poster, Kostüme und Bühnenbild von Wiinblad – wurde 17 Jahre lang in Kopenhagen durch das Königliche Ballett aufgeführt. Sie sind im Theatermuseum Kopenhagen zu finden. Künstlerische Produktionsleiterin für Bühne war seit 1992 bis zuletzt die Direktorin Valerie Andersen. Kim Ry Andersen holte Bjørn Wiinblad an das Königlichen Theater Kopenhagen und engagierte Neuproduktionen nach Deutschland, die in Dänemark hergestellt wurden.
Erwähnenswert sind die Kostüme und Bühnendekorationen von 1947 zu Lysistrata, 1962 zu Undine, 1965 die Kostüme zu Shakespeares The Tempest für das Dallas Theatre Center, 1969 die Entwürfe im Auftrag von Königin Margarete von Dänemark für das Ballett Schweinehirt in Kopenhagen (zum 70. Geburtstag von König Frederik), denen Illustrationen zu dem gleichnamigen Märchen Der Schweinehirt von Hans Christian Andersen nachfolgten, die 1974 in einen kurzen Animationsfilm umgesetzt wurden. Besonders waren auch 1971 die Kostüme für John Crankos Ballett The Lady and the Fool und Flemming Flinths Der Nussknacker am Königlichen Theater Kopenhagen.
Zusätzlich gestaltete er zahlreiche Plakate, die auch in Einzelausstellungen präsentiert wurden.
Seine übergroßen Keramikarbeiten und Gobelins sind als Hoteldekorationen in Japan und den USA zu finden, z. B. der große Scheherazade-Gobelin für das Dallas World Trade Center oder die Einrichtung des Flowerpot-Restaurants 1978 in Chicago. Er stattete 2000 das Wiinblad-Restaurant im Hotel d’Angleterre in Kopenhagen aus, außerdem ein Restaurant im Tivoli, sowie 2002 die Cafeteria Rosenthal im Werk Rotbühl, Deutschland.
In den letzten Jahren von 1994 bis 2006 beschäftigte ihn die Gesamtkonstruktion des „Luna-Park“ in Japan mit drei großen Bühnen, für die er Outdoor-Dekorationen, Produktionen, Kostüm- und Bühnenbilder schuf.
Im Jahr 1971 eröffnete er sein eigenes permanentes Ausstellungshaus, Bjørn Wiinblads Hus in Kopenhagen, das später geschlossen wurde. 1994–2006 baute er seinen Wohnsitz und die Fabrik „blå hus“ (Blaues Haus) in Lyngby als Museum aus. Das Blaue Haus wurde nach dem Tod von Bjørn Wiinblad nochmals komplett modernisiert und umgestaltet, so dass man die eigentlichen Funktionen der Räume nicht mehr im Original sehen kann. Auch das Gästehaus, das eigentlich ein Ausstellungsraum für Interieur war, ist nun eine normale Dienstwohnung. René Schultz, sein ehemaliger Koch, wohnt dort als Museumsleiter.
Bjørn Wiinblad arbeitete mit einem festen Stab von Mitarbeitern. Sein ständiger Sekretär war Guy Badse. Seine langjährige Keramikerin, die schon als Jugendliche Wiinblads Dekore in Lyngby malte und brannte, die die Werkstatt mit zahlreichen Keramikmalern (bis zu 15) in Lyngby leitete, musste das Anwesen um 2010 verlassen. Ihr Gesicht stand für alle Frauengestalten Pate.
Derzeit ist kein Keramiker und keine Keramikerin in der Werkstatt in Lyngby tätig, der oder die bei Wiinblad angestellt war.

### 60 Jahre Bühnen- und Kostümbildner
Seit 1946 entwarf er Dekorationen, Kostüm- und Bühnenbilder. Zu erwähnen sind:
- 1947 Lysistrata Aischylos, Schauspiel-Inszenierung von Meir Feigenberg, Riddersalenen, Kopenhagen
- 1954 Lommer Revuen von Stig Lommer, Kjeld Petersen und Dirch Passer, ABC Theater, Kopenhagen
- 1956 Salad Days Musical von Julian Slade und Dorothy Parker, Allee Bühne, Kopenhagen
- 1957 Schelmerei Fredbjørn Bjørnsen Ballett, Tivolis Konzertsaal und Königliche Theater Kopenhagen
- 1958 Glückauf der Reise Svend Bache Ballett, Königliche Theater Kopenhagen
- 1959 Tante Mamie Jerome Laurence und Robert E. Lee, Regie: Preben Neergaard, Avenue Theater, Kopenhagen
- 1959 Das Konservatorium Bournonville Ballett, Regie: Niels Bjørn Larsen, Pantomimetheater Kopenhagen
- 1962 Tivoliana Bjørn Wiinblad und Niels Bjørd Larsen Ballett, Pantomime Theater, Kopenhagen
- 1962 Undine Jean Giraudoux, Regie: Erling Schroeder, Das Neue Theater Kopenhagen
- 1964 Leben in den Lumpen Bjørn Wiinblad und Inge Sand Ballett, Pantomimetheater, Kopenhagen
- 1964 The Tempest W. Shakespeare, Dallas Theater Center, USA
- 1965 The Lady and the Fool John Cranko Ballett, Regie: Georgette Tsinquirides, Königliche Theater Kopenhagen
- 1967 In 80 Tagen um die Welt J. Verne/Jens Louis Petersen und Erik Bögh, Regie: Edvin Tiemroth, Aarhus Theater, Jütland
- 1968 Das Cramér Ballett Ivo Cramér Ballett, Schwedisches Reichstheater, Stockholm
- 1969 Der Schweinehirt H. Chr. Andersen/Flemming Finth, Schloss Amalienburg und Königliches Theater Kopenhagen
- 1970 Die Leibjäger auf Amager A. Bournonville Ballett, Regie: Hans Brenaa, Königliches Theater Kopenhagen
- 1971 The Lady and the Fool John Cranko Ballett, Regie: Georgette Tsinquirides, Königliche Theater Kopenhagen
- 1971 Harlequins Millionen Marius Petipa, Regie: Hans Brenaa, Pantomimetheater, Kopenhagen
- 1971 Der Nussknacker P. I. Tschaikowsky, Regie: Flemming Flinth, Ballett Königliches Theater Kopenhagen
- 1973 No-No-Nanette Otto Herbach und Frank Mandel, Regie: Gene Nettles und Ulf Stenbjörn, Aarhus Theater, Jütland
- 1974 Cäsar und Cleopatra George Bernhard Shaw, Regie: Edvin Tiemroth, Odense Theater, Fünen
- 1977 Die kleine Seejungfrau H. Chr. Andersen, Regie: Niels Bjørn Larsen, Ballett Pantomimetheater, Tivoli, Kopenhagen
- 1979 Das Blumenfest in Genzano A. Bournonville Ballett, Regie: H. Brenaa und. N. B. Larsen, Pantomimetheater, Kopenhagen
- 1982 Ein Sommernachtstraum Benjamin Britten, Badisches Staatstheater, Karlsruhe
- 1982 Don Ranundo Holberg, Dukketheater, Oslo
- 1984 Der Barbier von Bagdad, Badisches Staatstheater, Karlsruhe
- 1986 Springtime Ausstattungen und Hauptvorhang The Marquis Theatre, New York
- 1993 Dornröschen Ballett Bernd Neumann, Opernhaus Halle
- 1994–2005 Der Nussknacker P. I. Tschaikowsky, Ballett, Königliches Theater, Kopenhagen
- 1998 Das hässliche Entlein, Ballett Pantomimetheater, Tivoli, Kopenhagen
- 1999 Pierrot Lunaire, Ballett Königliches Theater Kopenhagen, Tivoli
- 2000 Prinzessin auf der Erbse, Ballett Pantomimetheater, Tivoli, Kopenhagen
- 2005 Hans Christian Andersen Zyklus, Ballett Pantomimetheater, Tivoli, Kopenhagen
- 1994–2006 Luna-Park (Gesamtgestaltung und Bühnen) Japan, Opern- und Ballettproduktionen [150 Jahre Hans-Christian Andersen], Kopenhagen – europaweit

### 45 Jahre Chefdesigner für Rosenthal AG in Selb

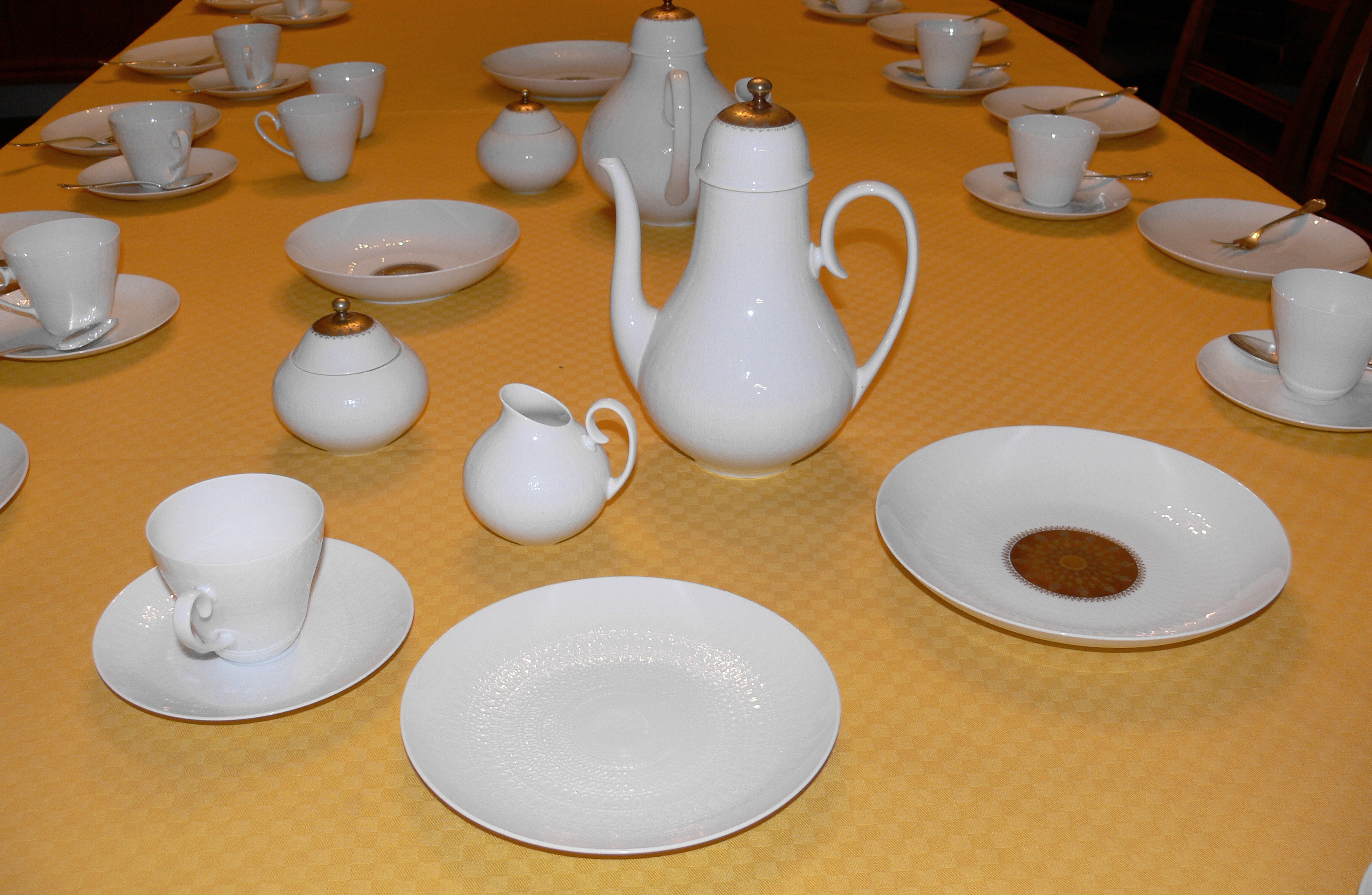
Rosenthal-Porzellanserie Romanze

Die produktive Zusammenarbeit zwischen dem freien Mitarbeiter Bjørn Wiinblad und der Rosenthal AG in Selb begann 1957 und wurde – auch durch die persönliche Freundschaft zwischen Wiinblad und Philip Rosenthal († 2001) – fast fünfzig Jahre lang fortgeführt. Die folgenden Gemeinschaftsprojekte wurden realisiert:
- 1959/60 Porzellanform Romanze, Porzellan, Glas, Besteck
- 1964 Kaffeegeschirr Siena mit Gartengrilltisch
- 1966 Kunstkeramik Jongleur und Leuchterfrau
- 1968 Porzellanform Zauberflöte
- 1964 Porzellanform Lotus, Kaffee- und Speiseservice
- 1969 Porzellan-Geschenkserie 1001 Nacht
- 1971 Mokkaservice Petite Fleur Gold
- 1971 Erster Weihnachtsteller für Rosenthal (zwölf insgesamt, limitierte Auflage)
- 1975 Porzellanform Form ohne Namen u. a. mit 40 Till-Eulenspiegel-Motiven
- 1976 Porzellanform Bodil
- 1976 Kunstmöbel Die vier Himmelsrichtungen (limitiert)
- 1978 Kunstkeramik Wiinblads poetische Ceramic
- 1978 Zierteller Jahreszeiten
- 1979–1983 Sammelkollektion Aladin (zwölf Teller)
- 1984–1987 Sammelkollektion Sindbad der Seefahrer (acht Teller)
- 1985 Leuchterskulptur Sommernachtstraum
- 1985 Porzellanform Asimmetrias, Porzellan, Glas, Besteck
- 1988–19?? Sammelkollektion Das Zauberpferd (zwölf Teller)
- 198? Porzellanform Scheherazade
- 2003 Schachspiel (limitiert); mit Unikat Hommage Philip Rosenthal
- 2007 Vasenserie Scherenschnitt schwarz

Vor allem die Teller der Sammelkollektionen haben heute einen hohen Sammlerwert.

## Kunststil und Lebensweise

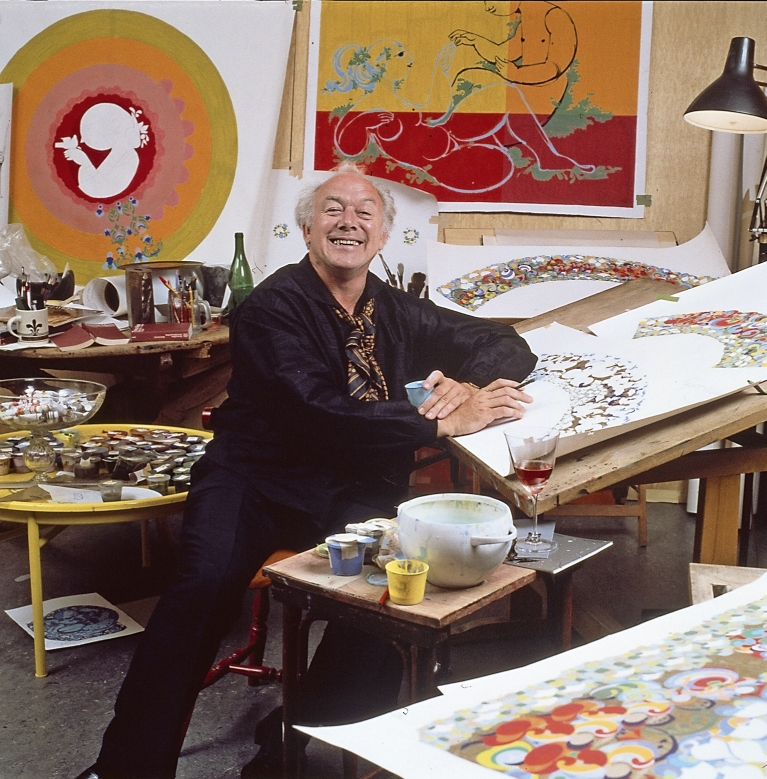
Wiinblad im Atelier

Bezeichnend für Wiinblads Werk sind umrisshaft gezeichnete Figuren, deren große, rundliche Gesichter mit Kulleraugen und Spitznasen an Kinderzeichnungen erinnern. Sie werden oft in einer naturähnlichen aber phantastischen Umgebung gezeigt mit filigranen Weinranken, rahmengebenden Blumenkränzen und stilisierten Bäumen. Wenn Wiinblad Farben einsetzt, so sind sie kräftig und satt, manchmal nahezu psychedelisch und oft mit metallisch glänzendem Gold- oder Silbertönen umrandet oder akzentuiert.
Die Vielfalt von Wiinblads Entwürfen – Keramiken, Bestecke, Bühnendekors, Kostüme, Möbel, Textilien, Figurinen, keramische Wandverkleidungen, Gobelins, Glasfenster, Brunnen, Gartenanlagen, Grilltische, Plakate, Buchillustrationen, Arbeiten in Silber, Bronze und Glas – fand sich auch in seinen privaten Interessen: Während seiner Arbeit im Atelier war klassische Musik obligatorisch. Wiinblad war Reiter, fuhr schnelle Wagen, sammelte exotische Kunstgegenstände, spielte Klavier, war ein phantasievoller Koch und bewirtete Freunde und Verwandte häufig bei Einladungen. Neben seiner Muttersprache Dänisch sprach Wiinblad fließend Deutsch und Englisch. Seinen Hauptsitz mit Atelier und Werkstatt hatte Wiinblad im Blå Hus (Blauen Haus) in Kongens Lyngby, wo der in seiner Arbeitsweise einzelgängerische Künstler seine Entwürfe oft ohne Rücksicht auf Tages- oder Nachtzeit zu Ende brachte und in dem auch heute (2010) noch nach seinen Entwürfen Porzellane hergestellt werden. In der Schweiz hatte er Wohnsitze in Schaffhausen (am Pferdewald) und ein Atelier in Lausanne. Während der Zusammenarbeit mit Rosenthal hatte er in Selb ein Atelier, dazu ein Apartment in Salzburg, ein Ferienhaus auf Ærø und ein Wochenendhaus in Asserbo.

## Ausstellungen
In den 1950er und 1960er Jahren wurden Wiinblads grafischen Arbeiten in Europa, den USA (zum ersten Mal 1954), in Japan, Australien und Kanada (1968) gezeigt. Museen weltweit zeigen derzeit seine Werke, darunter das Victoria and Albert Museum in London; das Museum of Modern Art in New York, das Nationalmuseum in Stockholm und das Kunstgewerbemuseum (Kunstindustrimuseet) in Kopenhagen.
Ausgewählte Ausstellungen:
- 1945 (13. Jan.) Erste Ausstellung (Keramik, Porträts, Illustrationen), Kopenhagen
- 1945 Binger, Kopenhagen
- 1946, 1956 und 1965 Den Permanente, Kopenhagen
- 1947 Röhsska Konstslöjdmuseet, Göteborg
- 1950 Nordiska Kompaniet, Stockholm
- 1954 Georg Jensen, New York (NY)
- 1954 Brown Stone Gallery (Contemporary Art in Scandinavia), New York (NY)
- 1961, 1972, 1974 Illums Bolighus, Kopenhagen
- 1963 Gumps, San Francisco
- 1963 Niemann-Marcus, Dallas (TX)
- 1964 Georg Jensen, New York (NY)
- 1967 Rosenthal Studio-Haus, Zürich (10 Jahre Wiinblad-Rosenthal)
- 1969 Takashimaya, Tokio
- 1970 Bloomingdales, New York (NY)
- Seit 1971 Permanentausstellung und Verkauf im Bjørn Wiinblads Hus, Kopenhagen
- 1974 Århus Kunstmuseum 1974 (Bjørn Wiinblad wunderbare Welt)
- 1975 Art Museum, Nordjütland
- 1978 Gürzenich („Gobelin-Ausstellung“), Köln
- 1980 Theater im Pfalzbau, Ludwigshafen am Rhein
- 1980 Landesbank Schleswig-Holstein, Kiel
- 1982 Österreichisches Theatermuseum, Wien
- 1985–1986 Dumont-Lindemann-Archiv, Düsseldorf
- 1994–2006 Theatermuseum, Kopenhagen

Retro-Ausstellungen:
- 2007 Europäisches Industriemuseum für Porzellan, Selb (Retrospektive)
- 2. September 2012 – 24. Februar 2013 in Grimmerhus, CLAY Keramikmuseum Dänemark, verlängert bis 1. April 2013 im Arken Museum für Moderne Kunst[1]
- 13. Juni 2015 – 17. Januar 2016 in Arken Museum für Moderne Kunst[2]

## Auszeichnungen
- 1965 International Design Award
- 1974 Craftsman Association Honor (Königlicher Ehrenhandwerker des Jahres in Dänemark)
- Preis der American Library Association für die Illustrationen zu Andersens Der Schweinehirt
- 1985 Mann des Jahres in New York
- 1989 Bakken Oscar
- 1995 Kulturpreis der American-Scandinavian Foundation

## Zitate
Bjørn Wiinblad über sich selber:

„Ich arbeite praktisch Tag und Nacht, und ich tue es für mein Leben gern.“

„Ich bin ein galoppierender Dilettant.“

„Ich mache eigentlich nur Dinge, die ich selber brauche.“

## Bibliographie
- Rosenthal Mythen, Märchen und Musik – Hommage Bjørn Wiinblad, Selb (2007)
- Mel Byars Design Encyclopedia Klinkhardt & Biermann, München (1994), S. 590
- Thomas Heider, Markus Stegmann, René Zey Lexikon Internationales Design, Rowohlt (1994), S. 362–363
- Bernd Fritz Die Porzellangeschirre des Rosenthal-Konzerns – 1891-1979, Stuttgart (1989), S. 47–48